# 新英格蘭學院
新英格兰学院（英文:New England College)是一所位于美国新罕布什尔州汉尼克镇的私立文理学院。目前招收了大约2,800名本科生和研究生。

## 历史
新英格兰学院创立于1946年，当时美国军人权利法案刚刚通过，它的成立起初是为了服务于二战结束后退伍军人对大学教育的需求。
1970年，学院购买了英国西萨塞克斯郡阿伦德尔的托灵顿公园女校，有一段时间，学院想要把这座学校作为新英格兰学院的延伸校园，供学生出国学习。有一次，学院甚至更换了校徽，以加入两国的国旗。但是，阿伦德尔校区于1998年关闭。多年来，剧院部在1月学期和春季学期会将一群学生带到英国校园，准备在英格兰，苏格兰，威尔士，有时在欧洲其他地方进行中三场演出。这种模式将出国学习与实际剧院经验相结合。

## 校园
新英格兰学院位于新罕布什尔州的汉尼克小镇，在该州州府康科德以西约17英里，曼彻斯特（新罕布什尔州）西北约31英里，波士顿西北81英里。
校园占地225英亩（91公顷），没有明确的界限将其与汉尼克镇分隔开来，学院拥有30栋建筑，其中许多建筑采用白色隔板式壁板或中世纪砖砌建筑风格。该校区在整个新英格兰地区以环境教育计划而闻名。Pats Peak滑雪胜地就位于镇中心外，许多学生参加户外活动，例如滑雪，单板滑雪，激流泛舟，在怀特山徒步旅行和攀岩等。